# 유엔 안전 보장 이사회 결의 제2647호
유엔 안전 보장 이사회 결의 제2647호는 2022년 7월 28일 채택되었다. 결의안의 주요 내용은 리비아 유엔 지원단(UNSMIL)의 임기를 2022년 10월 31일까지로 연장하는 것이다.
가봉, 가나, 케냐 등 아프리카 3개국은 투표에서 기권하였다.

## 의결
| 찬성 (12) | 기권 (3)             | 반대 (0) |
| --- | -------------------- | -------- |
| - 알바니아 - 브라질 - 중국 - 프랑스 - 인도 - 아일랜드 - 멕시코 - 노르웨이 - 러시아 - 아랍에미리트 - 영국 - 미국 | - 가봉 - 가나 - 케냐 |          |

- 안전 보장 이사회 상임 이사국은 굵은 글씨로 표시.

## 같이 보기
- 유엔 안전 보장 이사회 결의 제2601 ~ 2700호 목록